# Palacios de la Valduerna
Palacios de la Valduerna település Spanyolországban, León tartományban. Lakosainak száma 353 fő (2024).

## Földrajza
Palacios de la Valduerna Santa María de la Isla, Soto de la Vega, La Bañeza, Santa Elena de Jamuz, Villamontán de la Valduerna és Riego de la Vega községekkel határos.

## Népesség
A település lakosságának változását az alábbi diagram mutatja:
| Lakosok száma | 539  | 497  | 484  | 466  | 448  | 437  | 400  | 379  | 366  | 353  |
|               | 2001 | 2004 | 2007 | 2009 | 2012 | 2014 | 2017 | 2019 | 2022 | 2024 |